# Jeanne van Kesteren
Joanna Wilhelmina Hendrika (Jeanne of Jane) van Kesteren (Booischot, 25 december 1907 – 23 oktober 2011) was een Belgisch atlete en basketbalster. Als atlete was ze gespecialiseerd in het speerwerpen, de middellange afstand en het veldlopen. Zij nam eenmaal deel aan de Olympische Spelen en veroverde twaalf Belgische titels. In het basketbal haalde ze met haar club één Belgische titel.

## Biografie

### Atletiek
Van Kesteren werd in 1929 voor het eerst Belgisch kampioene op de 800 m. Tussen 1930 en 1944 veroverde ze tien Belgische titels waarvan zeven opeenvolgende in het speerwerpen. In 1936 nam van Kesteren in het  speerwerpen deel aan de Olympische Spelen van 1936 in Berlijn, waar ze elfde werd.
Van Kesteren verbeterde in 1929 het Belgische record speerwerpen eerst naar 27,08 m en daarna naar 27,36 m. In 1934 bracht ze het tijdens de interland Frankrijk - België het record van 31,63 m naar 33,16 m. Tijdens de Belgische kampioenschappen verbeterde ze het naar 33,63 m en tijdens een vijfkamp bracht ze  het meer dan 3,5 m verder naar 37,15 m.

### Basketbal
Van Kesteren speelde ook basketbal. Zo speelde ze in 1934 mee in de interland Frankrijk - België. Ze behaalde in 1935 met haar club de eerste Belgische titel in het basketbal.

### Clubs
Van Kesteren was aangesloten bij Olympia Femina Club, maar stapte over naar Brussels Femina Club, dat nadien zijn naam veranderde in Cercle Athlétique Féminin de Schaerbeek.
In 1928 kwam van Kesteren, die een Nederlandse vader heeft, tijdens de interland Nederland-België uit voor Nederland. Vanaf 1929 kwam ze uitsluitend uit voor België.

## Privéleven
Jeanne van Kesteren was gehuwd met atleet Jean Lefebvre. Ze overleed in 2011 op 103-jarige leeftijd.

## Belgische kampioenschappen

### Atletiek
| Onderdeel   | Jaar                                                      |
| ----------- | --------------------------------------------------------- |
| 800 m       | 1929, 1935                                                |
| speerwerpen | 1930, 1932, 1933, 1934, 1935 1936, 1937, 1938, 1943, 1944 |

### Basketball
- 1935: landskampioen met Cercle Athlétique Féminin de Schaerbeek

## Persoonlijk record
| Onderdeel   | Prestatie | Datum        | Plaats              |
| ----------- | --------- | ------------ | ------------------- |
| speerwerpen | 37,15 m   | 23 juli 1934 | Watermaal-Bosvoorde |

## Palmares

### 800 m
- 1929:  BK AC - 2.38,8
- 1933:  BK AC
- 1934:  BK AC
- 1935:  BK AC - 2.34,0

### 1000 m
- 1923:  BK AC
- 1924:  BK AC
- 1927:  BK AC
- 1928:  BK AC

### speerwerpen
- 1928:  BK AC - 21,00 m
- 1929:  BK AC - 24,34 m
- 1930:  BK AC - 25,21 m
- 1931:  BK AC - 24,99 m
- 1932:  BK AC - 26,46 m
- 1933:  BK AC - 28,48 m
- 1934:  BK AC - 33,63 m (NR)
- 1935:  BK AC - 32,60 m
- 1936:  BK AC - 33,26 m
- 1936: 11e OS in Berlijn - 33,13 m
- 1937:  BK AC - 34,00 m
- 1938:  BK AC - 34,08 m
- 1943:  BK AC - 31,00 m
- 1944:  BK AC - 29,81 m
- 1946:  BK AC - 28,73 m
- 1947:  BK AC - 30,88 m

### veldlopen
- 1923:  BK in Bosvoorde
- 1935:  BK in Dilbeek
- 1937:  BK in Dilbeek